# Trikomo
Trikomo (gr. Τρίκωμο, tur. İskele) – miejscowość w Tureckiej Republice Cypru Północnego / Republice Cypryjskiej. Stolica dystryktu İskele.